# Phyllophoridae
De Phyllophoridae zijn een familie van zeekomkommers uit de orde Dendrochirotida.

## Geslachten
- Allothyone Panning, 1949
- Anthochirus Chang, 1948
- Cladolella Heding & Panning, 1954
- Ekmanothyone Massin, 1993
- Hemithyone Pawson, 1963
- Lipotrapeza H.L. Clark, 1938
- Massinium Samyn & Thandar, 2003
- Neopentadactyla Deichmann, 1944
- Neothyonidium Deichmann, 1938
- Pentadactyla Hutton, 1878
- Pentamera Ayres, 1852
- Phyllophorus Grube, 1840
- Phyllostauros O'Loughlin, 2012
- Phyrella Heding & Panning, 1954
- Selenkiella Heding & Panning, 1954
- Stolus Selenka, 1867
- Thorsonia Heding, 1940
- Thyone Jaeger, 1833
- Thyonina Thandar, 1990
- Triasemperia O'Loughlin, 2014